# Rostom av Imereti
Rostom av Imereti, död 1605, var en georgisk monark. Han var kung i kungariket Imereti mellan 1588 och 1605.